# Maggie Baird
Pour les articles homonymes, voir Baird.
Maggie Baird née le 29 mars 1959 à Fruita (Colorado), est une actrice américaine, artiste vocale, chanteuse-compositrice-interprète et scénariste. Elle est connue pour son film Life Inside Out (2013) ainsi que pour être la mère des musiciens Billie Eilish (Pirate Baird O'Connell, 2001-) et Finneas O'Connell (1997-).

## Biographie
Maggie naît dans une petite ville de l'ouest du Colorado et apprend le piano et la guitare pendant l'adolescence. Elle étudie le théâtre et la danse à l'université de l'Utah avant de déménager plus tard à New York avec l'espoir de devenir actrice.
Baird fait ses débuts à la télévision en 1981, avec un petit rôle dans le feuilleton américain Another World, avant de passer neuf mois en tournée avec The Heidi Chronicles en 1990, où elle joue le rôle d'un des amis de Heidi,. Elle joue un plus grand rôle dans le feuilleton As the World Turns en 1987 avant de faire ses débuts au cinéma dans le rôle de Stacy dans An Innocent Man en 1989.
Au début des années 1990, Baird continue de jouer des petits rôles dans des productions telles que La Loi de Los Angeles, Murphy Brown, Walker, Texas Ranger et Un drôle de shérif avant d'épouser l'acteur américain Patrick O'Connell le 6 août 1995. De 1994 à 2000, Baird est membre et enseignante à The Groundlings, une école de théâtre à Los Angeles, en Californie. Là, elle joue avec Will Ferrell, Kristen Wiig et Melissa McCarthy.
Baird est actrice de voix dans des jeux vidéo tels que la série Mass Effect, la série Saints Row, la série EverQuest II, Lightning Returns: Final Fantasy XIII, Rogue Galaxy et Vampire: The Masquerade - Redemption. Dans les années 2000, ses rôles d'actrice les plus marquants sont ceux de Sandra Hicks dans Bones en 2009, Sharon Pearl dans X-Files en 2000 et Andrea Kuhn dans Six Feet Under en 2005.
Baird a sorti seule son premier album studio de country We Sail en mars 2009,.
Baird écrit, coproduit, joue et fournit la bande originale du film Life Inside Out (en) sorti en octobre 2013. Le film, qui décrit la relation entre une mère et son fils à travers la musique, met en scène son fils Finneas O'Connell.
En 2016, Baird monte le clip de la chanson Six Feet Under (vendu à plus d'un million d'exemplaire) de sa fille, Billie Eilish.

## Vie privée

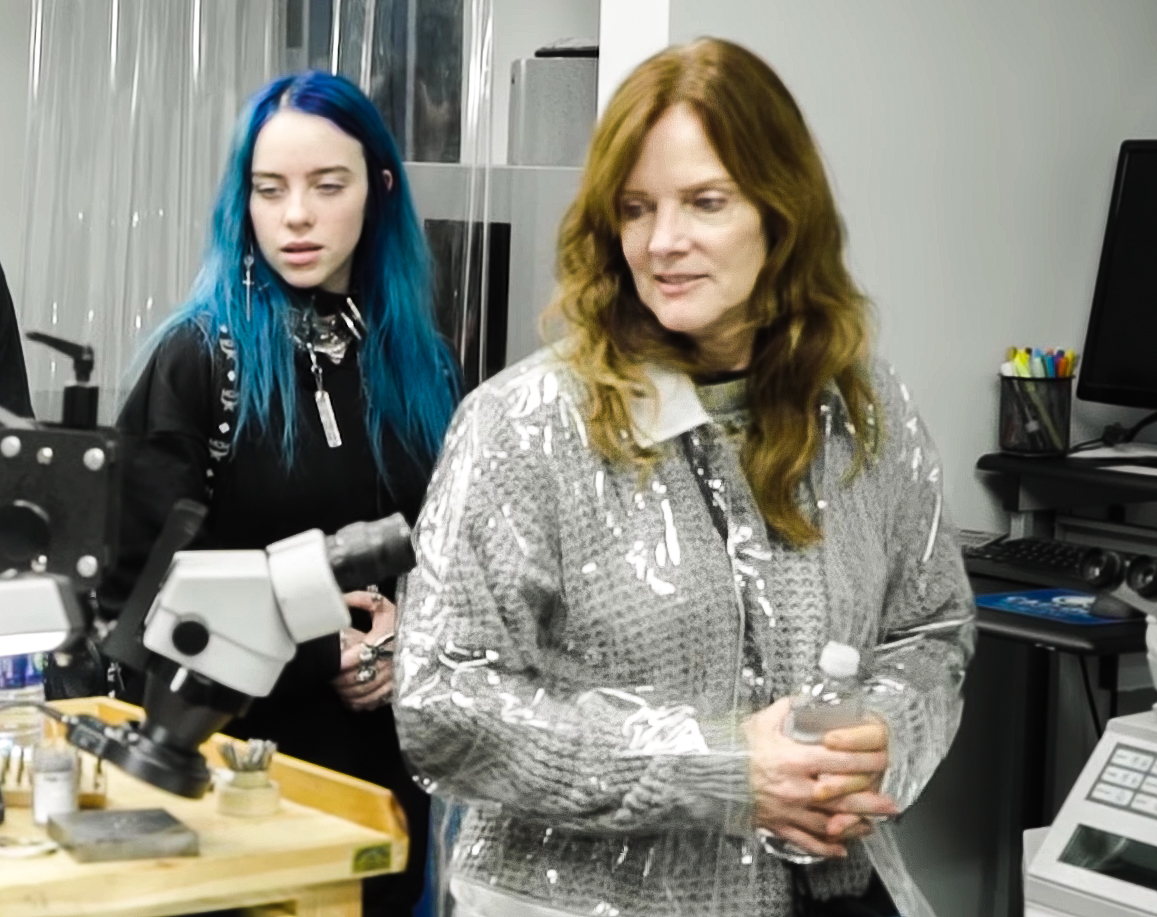
Maggie Baird et sa fille Billie Eilish en 2018

Jusqu'en janvier 2021, elle vivait avec sa famille à Highland Park, Los Angeles,. Elle a récemment rejoint sa fille Billie Eilish lors de sa tournée internationale à guichets fermés dans l'arène When We All Fall Asleep en 2019.
Elle a deux enfants avec Patrick O'Connell, Finneas O'Connell, né en 1997, et Billie Eilish, née en 2001.

## Filmographie

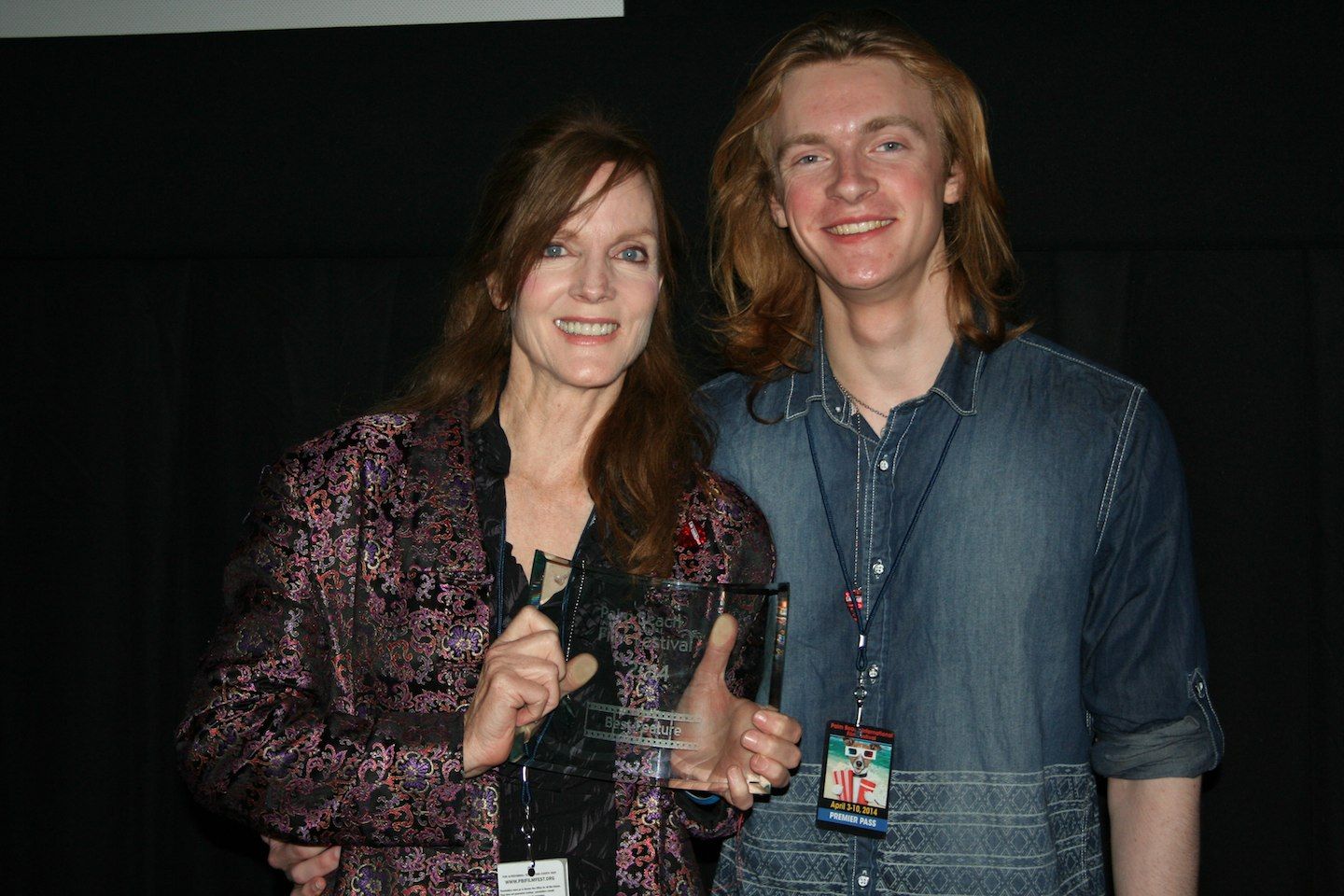
Baird (à gauche) avec son fils Finneas O'Connell au Palm Beach International Film Festival 2014

Sauf indication contraire, les informations mentionnées dans cette section peuvent être confirmées par la base de données cinématographiques IMDb,  présente dans la section « Liens externes ».

### Télévision
- 1981 : Another World : Rhonda Sadowski
- 1987 : As the World Turns : Taylor Baldwin
- 1992 : La Loi de Los Angeles : Rachel Malone
- 1994 : Walker, Texas Ranger : Jessica Ann Pritchard
- 1994 : Un drôle de shérif : Marjorie Engrams
- 1996 : Une fille à scandales : Femme du metteur en scène français
- 1996 : Chicago Hope : La Vie à tout prix : Gloria Neal
- 1998 : Buddy Faro
- 1998 : L.A. Doctors
- 1999 : Crashbox : Verity
- 1999 : Jack & Jill : Donna
- 2000 : JAG : Vera Duke
- 2000 : FBI Family (en) (Cover Me) : Christy Ann Harnick
- 2000 : Larry et son nombril : Couple #1
- 2000 : X-Files : Aux frontières du réel : Sharon Pearl
- 2001 : À la Maison-Blanche : Ms. Carney, Network News President #3
- 2002 : Les Anges de la nuit : Mère
- 2003 : Charmed : Docteur
- 2003 : The Brotherhood of Poland, New Hampshire
- 2005 : Six Feet Under : Andrea Kuhn
- 2005 : Everwood : Mme Harcourt
- 2008 : The Starter Wife (en) : Blair
- 2009 : Bones : Sandra Hicks
- 2011 : Des jours et des vies : Voix de femme à la TV
- 2013 : See Dad Run : Maman hippie

### Film
- 1989 : Roe vs. Wade
- 1989 : Délit d'innocence : Stacy
- 1995 : Siringo : Blanche
- 1995 : White Dwarf : Cultiste scarifiée
- 1999 : Michael Jordan: An American Hero
- 1999 : The Big Split :Mère de Tracy
- 2000 : Dropping Out : Serveuse
- 2000 : Running Mates : Newscaster #2
- 2001 : Maniac : Rebecca
- 2004 : Sake Bottle Battle : Cathy Gaffney
- 2005 : Marilyn Hotchkiss' Ballroom Dancing and Charm School : Linda Sue
- 2006 : Eragon
- 2011 : L'Âge de glace : Un Noël de mammouths : Voix additionnelles
- 2013 : Life Inside Out : Laura
- 2016 : I Am Be : Demeter
- 2019 : Pokémon : Détective Pikachu : Voix additionnelles

### Jeux vidéos
- 1999 : Battlezone II: Combat Commander
- 2000 : Vampire : La Mascarade - Rédemption : Anezka
- 2004 : EverQuest II :
- 2005 : Rogue Galaxy : Amni Rhyza
- 2005 : EverQuest II: Desert of Flames :
- 2006 : Saints Row : Résident de Stilwater
- 2008 : Saints Row 2 : Various
- 2009 : Mass Effect 2 : Samara
- 2012 : Mass Effect 3 : Samara
- 2013 : Lightning Returns: Final Fantasy XIII : Voix additionnelles

## Discographie
| Titre   | Détails de l'album                                                                      |
| ------- | --------------------------------------------------------------------------------------- |
| We Sail | - Sortie: 30 mars 2009 - Label: sans - Formats: CD, téléchargement numérique, streaming |

## Récompenses et nominations
| An   | Organisation                                | Prix                                                | Travail         |            | Ref    |
| ---- | ------------------------------------------- | --------------------------------------------------- | --------------- | ---------- | ------ |
| 2013 | Festival international du film de Heartland | Prix Chrystal Heart pour un long métrage dramatique | Life Inside Out | Lauréat    | [ 18 ] |
| 2013 | Festival international du film de Heartland | Prix Chrystal Heart pour meilleure avant-première   | Life Inside Out | Lauréat    | [ 18 ] |
| 2014 | Phoenix Film Festival                       | Prix du Public                                      | Life Inside Out | Lauréat    | ,      |
| 2014 | Phoenix Film Festival                       | Meilleure Photographie                              | Life Inside Out | Nomination | ,      |
| 2014 | San Luis Obispo International Film Festival | Meilleur Scénario                                   | Life Inside Out | Lauréat    | [ 21 ] |